# Vincent Efon
 (novembre 2023).
Vincent Efon (Santchou, 28 août 1927 - Yaoundé, 4 novembre 2003) est un homme d'État camerounais.

## Carrière
Il a été successivement Ministre du Commerce et de l’Industrie (1967-1968), Ministre du Plan et du Développement (1968-1970), Ministre du Transport (1970-1972), Ministre des Affaires étrangères (1972-1975), Secrétaire Général de l’Union Douanière et Economique d'Afrique Centrale - UDEAC (1977-1982), et Directeur Général de l’Organisation africaine de la propriété intellectuelle - OAPI (1987-1992).